# C-Train

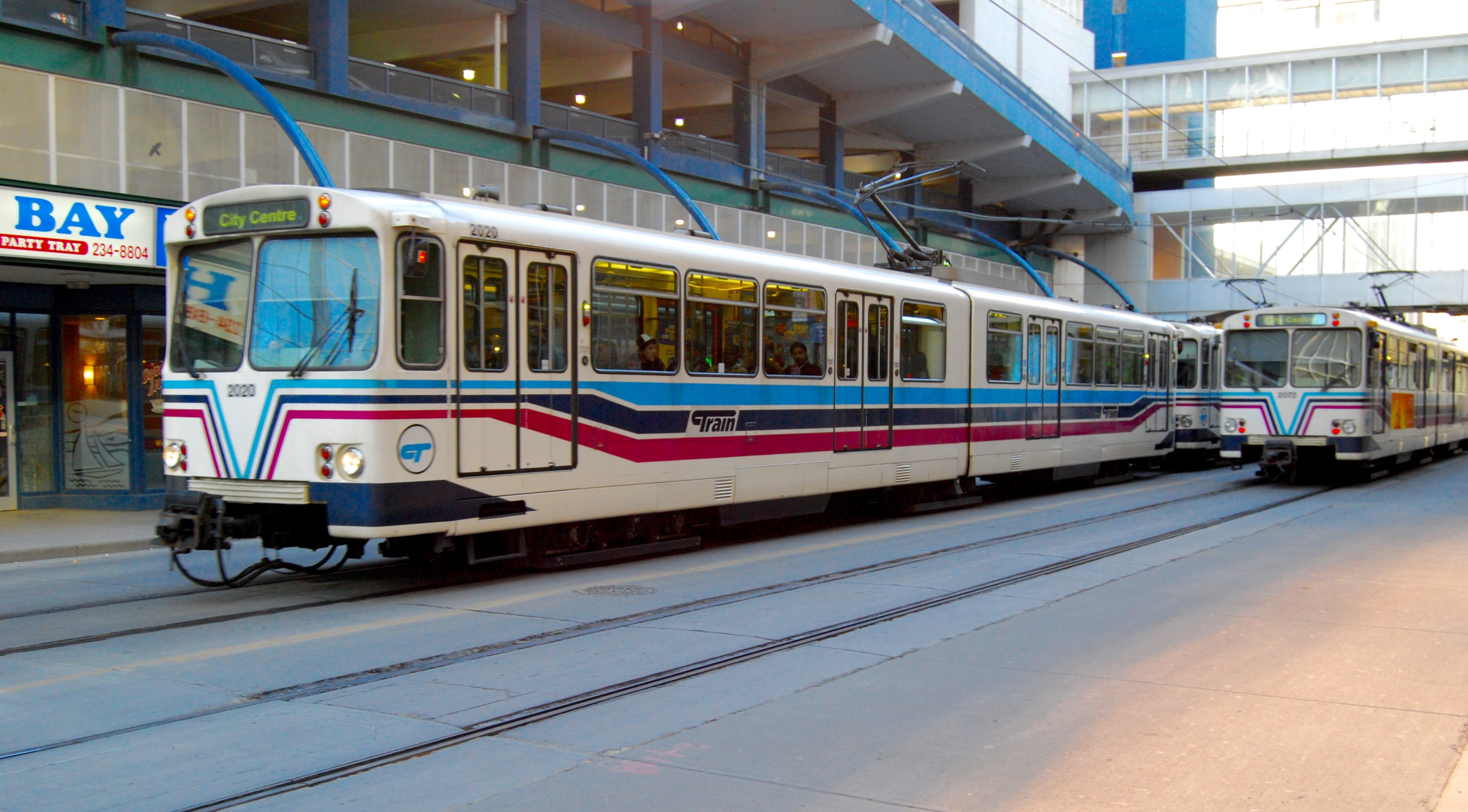
Eerste generatie treinstel C-Train.

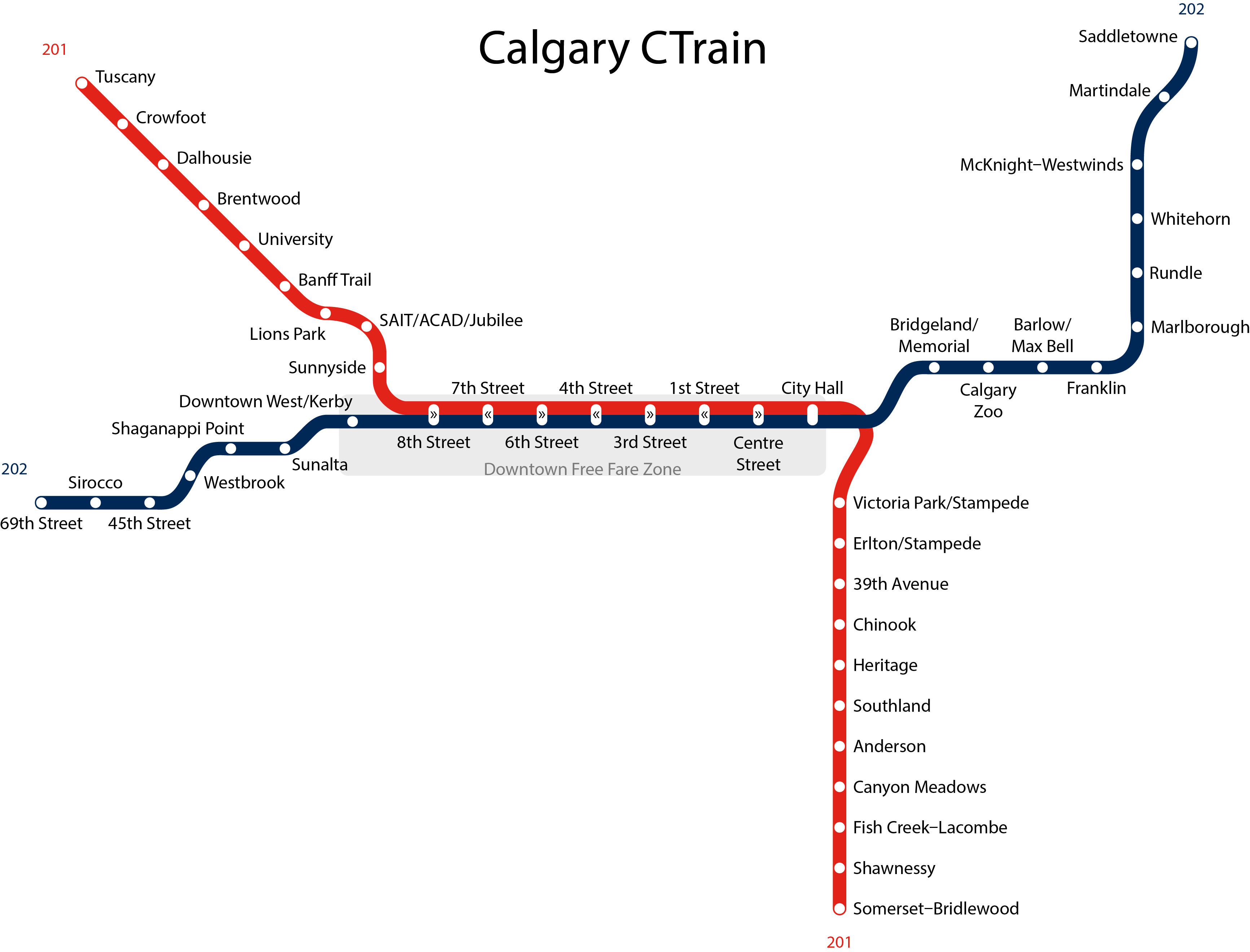
Netwerkplattegrond van de C-Train.

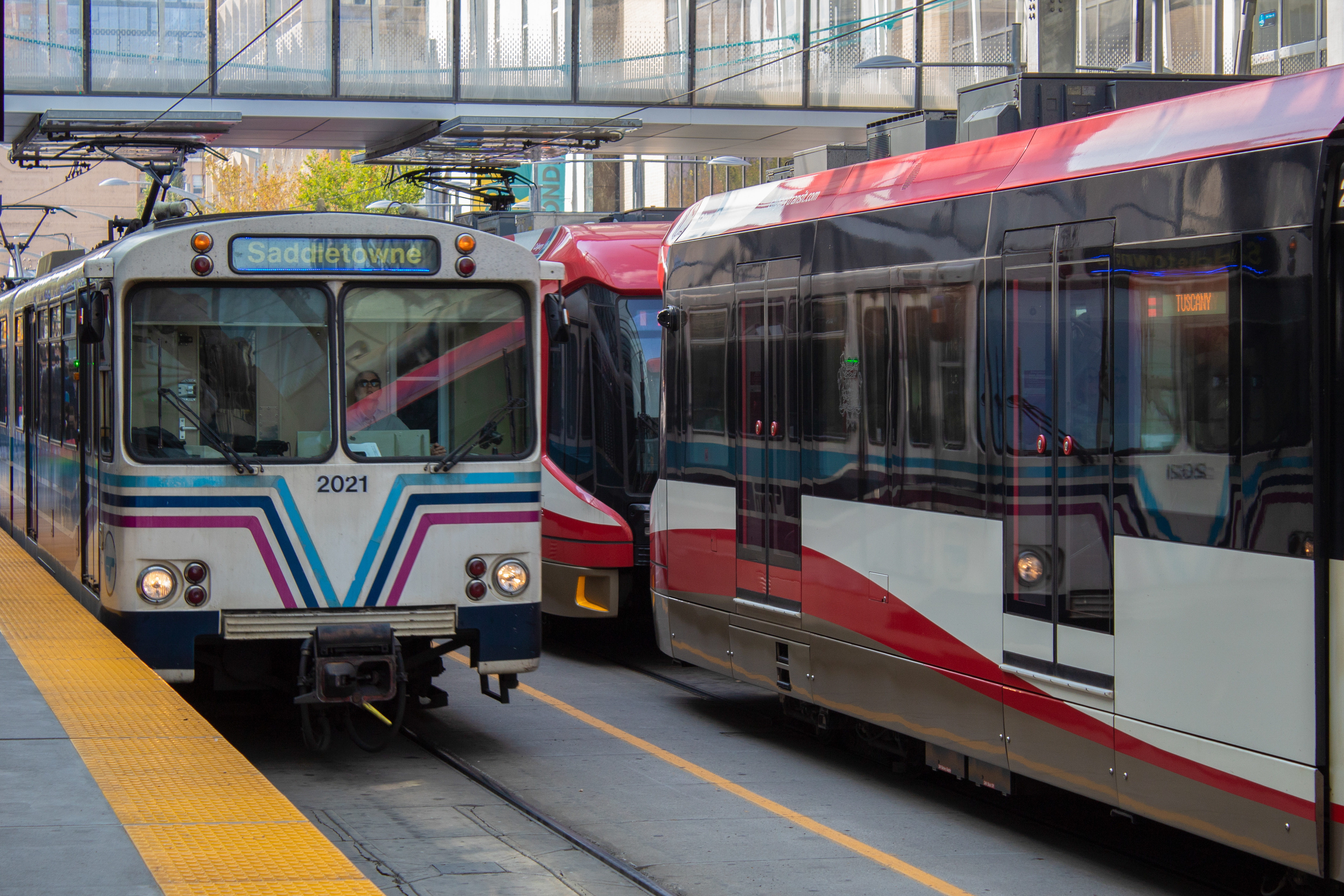
Duewag U2 en Siemens S200.

De C-Train (of CTrain) is een elektrisch lightrail-netwerk met sneltram kenmerken in de Canadese stad Calgary. Het systeem heeft voornamelijk bovengrondse lijnen. Daarentegen hebben twee trajecten een stuk infrastructuur zonder wegkruisingen, beide met een station in de trant van een semimetro.
Het net wordt geëxploiteerd door Calgary Transit, die ook het busvervoer in de stad onderhoudt. Tot 2020 leek het netwerk op de sneltram tussen Utrecht en Nieuwegein toen daar de trams met hoge vloer verdwenen.

## Netwerk
Het C-Train-netwerk werd in 1981 geopend, beslaat een lengte van ongeveer 45 km en is voor meer dan 90% bovengronds. De eerste lijn die geopend werd ging vanuit het centrum van de stad naar de zuidelijke wijken van Calgary en later werden ook lijnen naar de noordoostelijke en noordwestelijke delen van de stad aangelegd. 
De twee huidige routes lopen vanuit het noordwesten naar het zuiden (201) en vanuit downtown (stadscentrum) naar het noordoosten (202). Er zijn in totaal 45 stations. Het gedeelte van het netwerk dat door het stadscentrum loopt (de 7th Avenue Corridor) is gratis te bereizen. Bijna een kwart miljoen mensen maken dagelijks gebruik van de C-Train.

### Toekomst
Er wordt gebouwd aan een nieuwe lijn, die het zuidoosten van Calgary moet gaan ontsluiten. Deze Green line zal in 2026 gaan rijden met lagevloertrams.

## Materieel
Calgary Transit gebruikt sneltrams voor haar netwerk. Door de snelle groei van Calgary werden er aan het begin van deze eeuw tientallen nieuwe treinstellen aangekocht. Het nieuwste type met hoge vloer heet S200 van Siemens en werd tussen 2015 en 2020 geleverd.